# Malakónta
Malakónta (Malakonta) är en ort i Grekland.   Den ligger i prefekturen Nomós Evvoías och regionen Grekiska fastlandet, i den östra delen av landet, 50 km norr om huvudstaden Aten. Malakónta ligger 27 meter över havet och antalet invånare är 1 097. Den ligger på ön Euboia.
Terrängen runt Malakónta är platt söderut, men norrut är den kuperad. Havet är nära Malakónta åt sydväst.  Närmaste större samhälle är Chalkída, 15,9 km väster om Malakónta. 